# Maro (zoologia)
Maro O. P.-Cambridge, 1906 è un genere di ragni appartenente alla famiglia Linyphiidae.

## Distribuzione
Le sedici specie oggi note di questo genere sono state rinvenute nella regione olartica: le specie dall'areale più vasto sono la M. minutus e la M. sublestus, rinvenute in diverse località della regione paleartica.

## Tassonomia
Considerato un sinonimo posteriore di Micronetata Dahl, 1912, a seguito di un lavoro di Wiehle del 1956.
Dal 2006 non sono stati esaminati esemplari di questo genere.
A dicembre 2012, si compone di sedici specie:
- Maro amplus Dondale & Buckle, 2001 — Canada, USA
- Maro borealis Eskov, 1991 — Russia
- Maro bureensis Tanasevitch, 2006 — Russia
- Maro flavescens (O. P.-Cambridge, 1873) — Russia, Mongolia
- Maro khabarum Tanasevitch, 2006 — Russia
- Maro lautus Saito, 1984 — Russia, Giappone
- Maro lehtineni Saaristo, 1971 — Europa
- Maro lepidus Casemir, 1961 — Europa
- Maro minutus O. P.-Cambridge, 1906[3] — Regione paleartica
- Maro nearcticus Dondale & Buckle, 2001 — Canada, USA
- Maro pansibiricus Tanasevitch, 2006 — Russia
- Maro perpusillus Saito, 1984 — Giappone
- Maro saaristoi Eskov, 1980 — Russia
- Maro sibiricus Eskov, 1980 — Russia
- Maro sublestus Falconer, 1915 — Regione paleartica
- Maro ussuricus Tanasevitch, 2006 — Russia

### Specie trasferite
- Maro apertus Holm, 1939; trasferita al genere Sisicus Bishop & Crosby, 1938[1].
- Maro falconeri Jackson, 1908; trasferita al genere Jacksonella Millidge, 1951.
- Maro persimilis O. P.-Cambridge, 1912; trasferita al genere Centromerus Dahl, 1886.
- Maro thaleri Saaristo, 1971; trasferita al genere Pseudocarorita Wunderlich, 1980.

### Sinonimi
- Maro confusus (Wunderlich, 1995), trasferita dal genere Oreonetides e posta in sinonimia con Maro flavescens (O. P.-Cambridge, 1873) a seguito di un lavoro di Tanasevitch (2006a)[1].
- Maro humicola Falconer, 1919; posta in sinonimia con Maro minutus O. P.-Cambridge, 1906 a seguito di un lavoro degli aracnologi Locket &Millidge del 1953[1].
- Maro minutissimus (Schenkel, 1929), trasferita dal genere Gongylidiellum e posta in sinonimia con Maro minutus O. P.-Cambridge, 1906 a seguito di uno studio di Thaler (1973a), contra un analogo studio di Wunderlich (1972b), e note e commenti in un lavoro di Saaristo del 1971[1].
- Maro nanus (Schenkel, 1939), trasferita dal genere Centromerus e posta in sinonimia con Maro sublestus Falconer, 1915 a seguito di un lavoro di Holm (1945b)[1].
- Maro pallidulus (Schenkel, 1929), trasferita dal genere Centromerus e posta in sinonimia con Maro minutus O. P.-Cambridge, 1906 a seguito di uno studio di Broen & Moritz del 1963[1].
- Maro pallidus (Dahl, 1912); posta in sinonimia con Maro minutus O. P.-Cambridge, 1906 a seguito di uno studio di Wiehle del 1956[1].